# Chris Waddle
Christopher Roland Waddle (Felling, 1960. december 14. –) angol válogatott labdarúgó.

## Pályafutása

### Klubcsapatban
Pályafutását 1980-ban kezdte a Newcastle United csapatában, ahol öt szezon alatt 170 mérkőzésen lépett pályára és 46 gólt szerzett. 1985-ben a Tottenham Hotspur igazolta le. A fővárosi együttesnél négy idényt töltött, ezalatt 138 találkozón 33 alkalommal volt eredményes. 1989-ben az Olympique Marseille csapatához távozott, mellyel háromszor nyerte meg a francia bajnokságot (1990, 1991, 1992). 1991-ben a bajnokcsapatok Európa-kupájának döntőjébe is bejutottak, de ott büntetőpárbajban alulmaradtak a Crvena zvezdával szemben.
1992 és 1996 között a Sheffield Wednesday játékosa volt. A későbbiekben játszott még a Falkirk, a Bradford City, a Sunderland, a Burnley, a Torquay United, és a Worksop Town csapataiban.

### A válogatottban
1985 és 1991 között 62 alkalommal szerepelt az angol válogatottban és 6 gólt szerzett. Részt vett az1986-os és az 1990-es világbajnokságon, illetve az 1988-as Európa-bajnokságon.
Bemutatkozására 1985. március 26-án került sor egy Írország elleni barátságos mérkőzésen.

### Edzőként
1997 és 1998 között a Burnley csapatát irányította edzőként.

## Sikerei, díjai
Olympique Marseille
- Francia bajnok (3): 1989–90, 1990–91, 1991–92
- BEK-döntős (1): 1990–91

Egyéni
- Az év labdarúgója (FWA) (1): 1993